# 田畑忍

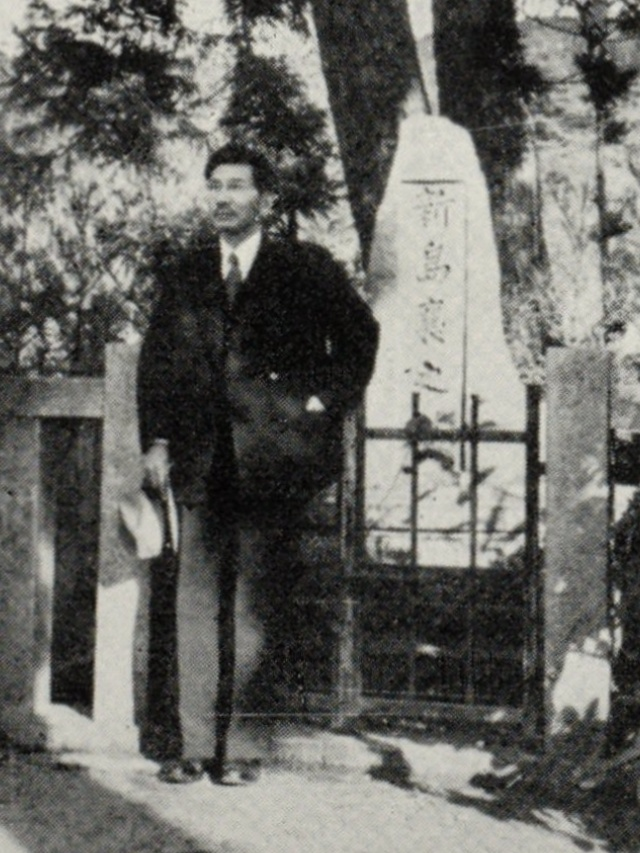
若王寺山頭における田畑忍（1956年）

田畑 忍（たばた しのぶ、1902年1月22日 - 1994年3月14日）は、日本の法学者。専門は憲法。同志社大学名誉教授。

## 経歴
- 滋賀県甲賀郡石部町で生まれた[1]。1916年、同志社中学2年に編入学し、山室軍平、賀川豊彦、内村鑑三などの説教に接し、さらに吉野作造の科外講演からも影響を受ける[2]。

- 1920年、同志社大学予科に入学したが体調を崩して2年間休学する[3]。1927年、同志社大学法学部政治学科卒業。同助手を経て1933年、助教授[4]。在学中当初は中島重に、中島が同志社を去ったのちは佐々木惣一に師事した。
- 1937年、法学部内の左右両派の対立に巻き込まれて一時同志社を離れたが、翌年復職[5]。
- 1946年、学長。1952年に再度学長に就任し、湯浅八郎前総長が打ち出した学内での政治活動禁止公示を撤回した[6]。1962年、憲法研究所を設立し機関誌『永世中立』を創刊[1]。1972年、定年退任。しばしば断食を行って自己の主張を訴えた。
- 1965年には末川博（立命館大学総長）、鈴木安蔵、大西良慶（清水寺貫主）、羽仁説子らとともに憲法会議結成に参加[7]。
- 土井たか子元衆議院議長の師としても著名[7]。土井は、田畑の講演「平和主義と憲法九条」に感銘を受け、同志社大3年次に編入して指導を受けた。上田勝美龍谷大学元副学長も田畑の門下生である。
- 牧師・矢部喜好の門下生でもある[7]。
- 直言タイプの人物であり、大学長時代には学部長や中学・高校長らともたびたび衝突したため、当時の大塚節治総長はその調停に苦慮した[8]。

## 著書
- 帝国憲法逐条要義 政経書院 1933-34
- 憲法学の基礎理論 日本評論社 1936
- 帝国憲法条義 日本評論社, 1938
- 加藤弘之の国家思想 河出書房 1939
- 法と政治 日本評論社 1939
- 法・憲法及国家 日本評論社 1941
- 学問と大学 白揚社 1941
- 政治学の基本問題 関書院 1947
- 明治政治思想研究 第1冊 関書院 1947
- 国家について 玄林書房 1948 (新生文庫)
- 憲法学  評論社 1949 (法律学全書 ; 第5)
- 憲法学の基本問題  日本評論社 1949
- 憲法学序説 三和書房 1949
- 国家と政治との必至的関聯 三和書房 1950
- 政治学概論 法律文化社, 1950
- 憲法学原論 有斐閣 1951－56
- 戦争と平和の政治学 有斐閣, 1952
- 憲法改正論 勁草書房 1954
- 法と政治の実践 ミネルヴァ書房 1954
- 法学概論 三和書房、1954　のち「法学講義」
- 違憲・合憲の法理 違憲の政治に対する抗争の論理として 有斐閣, 1955
- 国の独立と学問の独立  勁草書房, 1956
- 政治学 ミネルヴァ書房 1959
- 加藤弘之 吉川弘文館 1959 (人物叢書)
- 日本国憲法条義 有斐閣 1961
- 児島惟謙 吉川弘文館 1963 (人物叢書)
- 佐々木博士の憲法学 一粒社, 1964
- 憲法学講義 憲法研究所出版会 1964
- 憲法と平和主義 教文館 1965 (リベルタス選書)
- 憲法と抵抗権 続・憲法重要問題の研究 三和書房, 1967
- 現代大学論 大学改革の理念と方途 平和書房 1970 (平和新書)
- 政治学研究 三和書房 1970
- 議会と革命 平和書房 1971 (平和新書)
- 日本の平和思想 明治・大正・昭和の平和思想家たち ミネルヴァ書房, 1972
- 非戦・永世中立論 憲法九条と防衛の問題 法律文化社, 1981.1
- 世界平和への大道 日本と日本国民の役割 法律文化社, 1982.4

## 共編著
- クライネス法学・政治学辞典 創元社, 1952
- 必携日本国憲法 福音館書店, 1954
- 判例憲法学 ミネルヴァ書房, 1958
- 討論日本国憲法 一円一億,黒田了一共編 三一新書 1960
- 政暴法 末川博共編 三一新書 1961
- 憲法判例綜合研究 ミネルヴァ書房, 1963
- 憲法九条の理想と現実 戦争放棄の道と安全体制 平和書房 1968 (平和新書)
- 憲法要義 上野裕久共編 ミネルヴァ書房 1971
- 佐々木憲法学の研究 法律文化社 1975
- 日本国憲法論 法律文化社 1977.1
- 議会制民主主義の研究 法律文化社 1978.10
- 法学入門 法律文化社 1979.5
- 政治学序説 法律文化社 1980.5
- 危機に立つ日本国憲法 昭和堂 1982.10
- 非戦・平和の論理 法律文化社 1992.10
- 近現代日本の平和思想 平和憲法の思想的源流と発展 ミネルヴァ書房 1993
- 近現代世界の平和思想 非戦・平和・人権思想の源流とその発展 ミネルヴァ書房 1996

## 記念論集
- 現代における平和と人権 / 田畑忍教授古稀記念論集刊行委員会 日本評論社 1972